# 다리야 돔라체바
다리야 블라디미로브나 돔라체바(벨라루스어: Да́р'я Уладзі́міраўна До́мрачава 다리야 울라지미라우나 돔라차바, 러시아어: Да́рья Влади́мировна До́мрачева, 1986년 8월 3일~)는 벨라루스의 은퇴한 바이애슬론 선수이다. 2014년 동계 올림픽 여자 바이애슬론 10km 추적 경기와 15km 개인 경기, 12.5km 단체출발 경기에서 금메달을 획득해 올림픽 3관왕을 차지했다.
2010년과 2014년 벨라루스 올해의 여성 운동 선수로 선정되었으며 2014년에 벨라루스 정부에게 올림픽 유공으로 벨라루스 영웅 칭호를 받았다.

## 생애와 경력
1986년 소련 벨로루시 소비에트 사회주의 공화국의 민스크에서 태어났다. 어린 시절 부모를 따라 러시아 소비에트 연방 사회주의 공화국 시베리아 한티만시 자치구의 냐간 지방으로 이주하였다. 러시아에 있던 어린 시절부터 크로스컨트리 스키를 시작했으며, 1999년 바이애슬론으로 전향해 러시아 대표 청소년 선수로 육성되었다.
2004년 벨라루스로 돌아가 2005년 벨라루스 청소년 국가대표로 국제대회에 참가하기 시작했다. 2009년 대한민국 평창에서 열린 세계 선수권 대회에서 추적·단체출발·계주에서 각각 5위·6위·4위를 하였다.
캐나다 밴쿠버에서 열린 2010년 동계 올림픽 15km 개인전에서 동메달을 획득했다. 이후 러시아 소치에서 열린 2014년 동계 올림픽 바이애슬론 10km 추적 경기와 15km 개인 경기 그리고 12.5km 단체출발 경기에서 금메달을 획득해 이 대회 첫번째 3관왕의 자리에 올랐다.

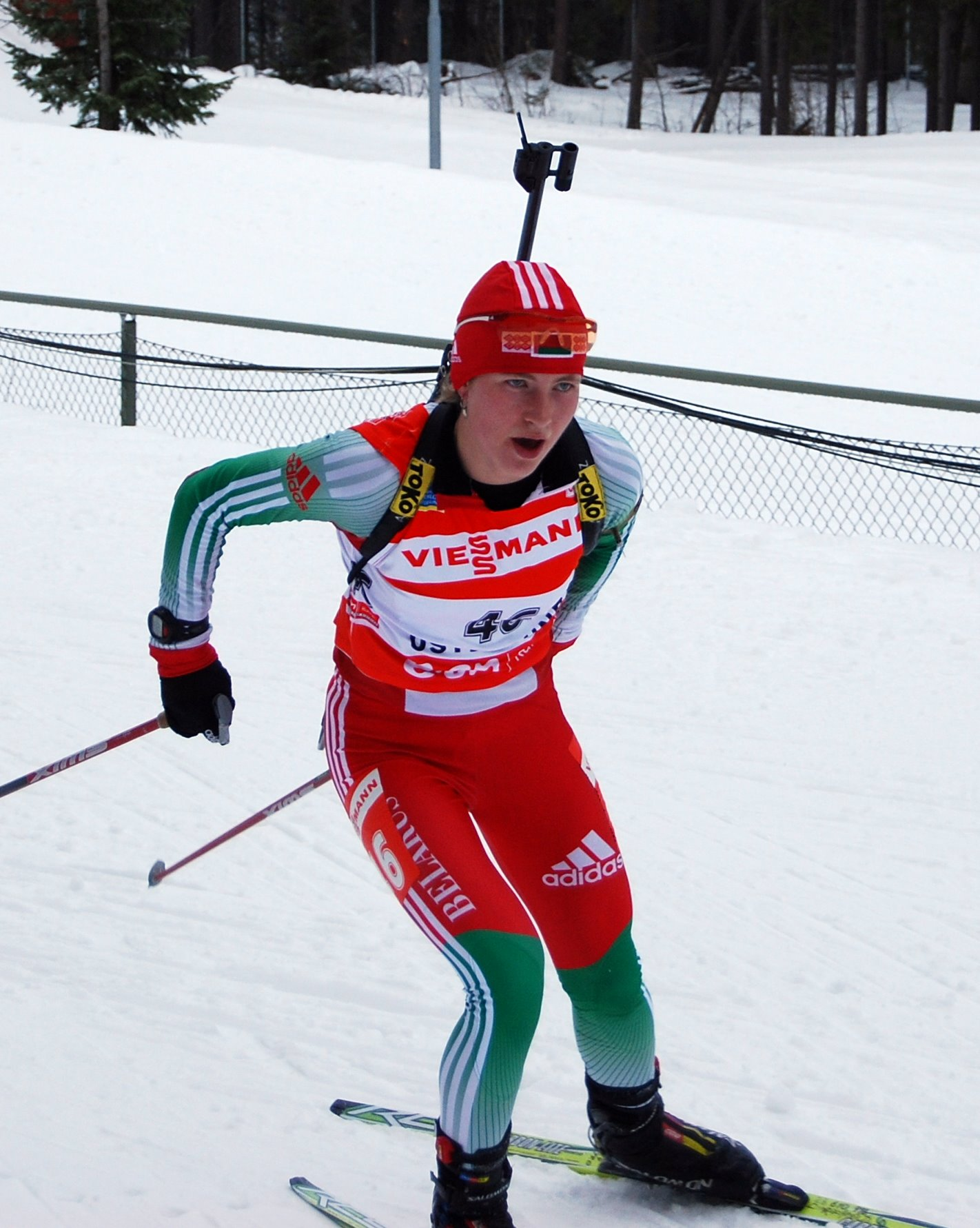
2008년 세계 선수권 대회 당시의 돔라체바

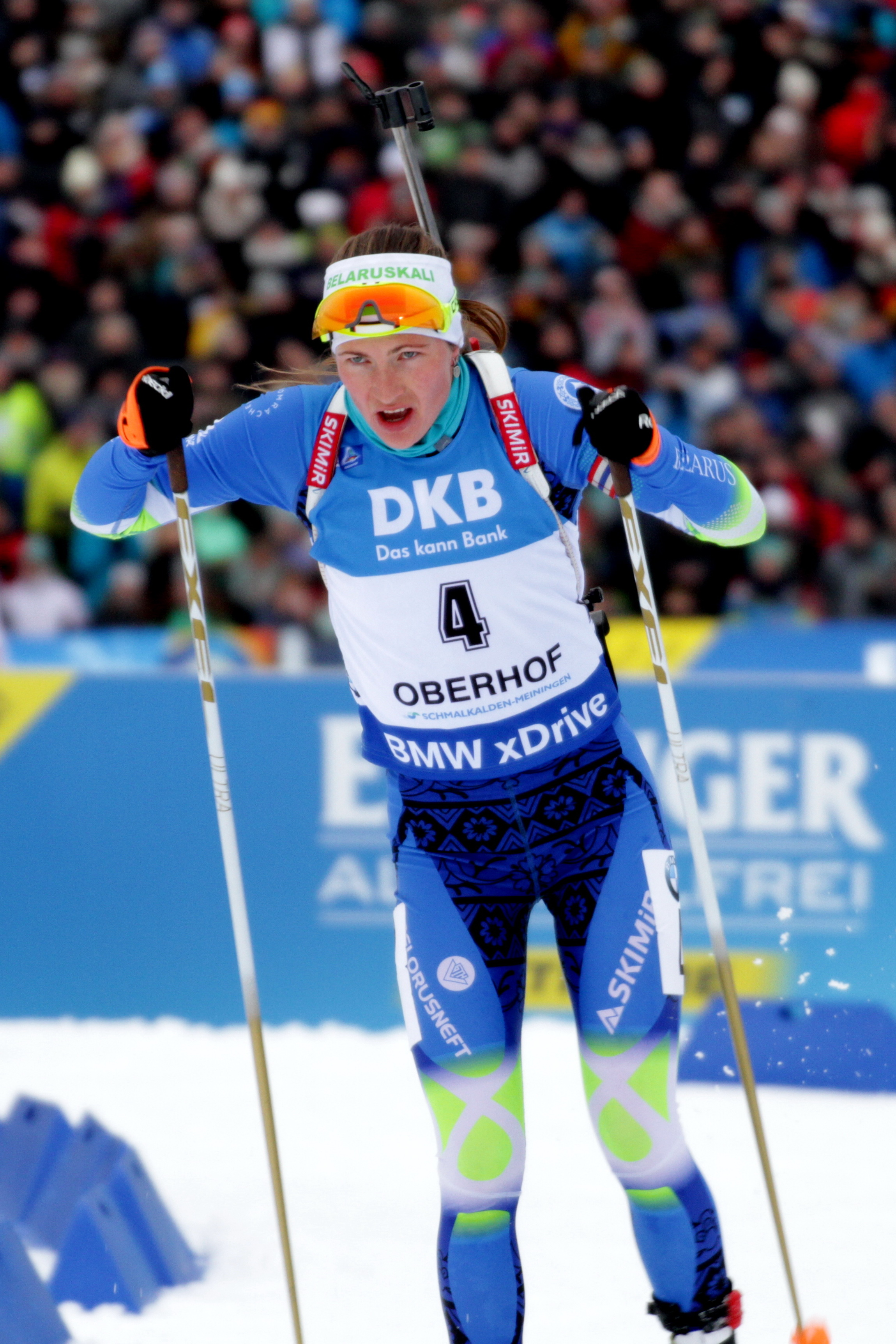
2018년 오버호프 월드컵 당시의 돔라체바

## 개인사
돔라체바는 2016년 6월 7일 노르웨이의 바이애슬론 선수인 올레 에이나르 비에른달렌과 헤드마르크주의 링사케르에 있는 스키 명소인 슈시엔에서 결혼식을 올렸다. 같은 해 10월 1일에는 딸을 낳았다.

## 성적

### 올림픽
| 년도   | 개최지        | 개인 | 스프린트 | 추적 | 단체출발 | 계주 | 혼성계주 |
| ------ | ------------- | ---- | -------- | ---- | -------- | ---- | -------- |
| 2010년 | 캐나다 밴쿠버 | 동   | 8위      | 15위 | 6위      | 7위  | 미개최   |
| 2014년 | 러시아 소치   | 금   | 9위      | 금   | 금       | 5위  | 미참가   |
| 2018년 | 대한민국 평창 | 27위 | 9위      | 37위 | 은       | 금   | 5위      |

### 세계 선수권 대회
| 년도   | 개최지                   | 개인                   | 스프린트               | 추적                   | 단체출발               | 계주                   | 혼성계주 |
| ------ | ------------------------ | ---------------------- | ---------------------- | ---------------------- | ---------------------- | ---------------------- | -------- |
| 2007년 | 이탈리아 안테르셀바      | 미참가                 | 13위                   | 22위                   | DNF                    | 5위                    | 13위     |
| 2008년 | 스웨덴 외스테르순드      | 미참가                 | 46위                   | 25위                   | 미참가                 | 5위                    | 은       |
| 2009년 | 대한민국 평창            | 11위                   | 53위                   | 5위                    | 6위                    | 4위                    | 9위      |
| 2010년 | 러시아 한티만시스크      | 올림픽 시즌으로 미개최 | 올림픽 시즌으로 미개최 | 올림픽 시즌으로 미개최 | 올림픽 시즌으로 미개최 | 올림픽 시즌으로 미개최 | 9위      |
| 2011년 | 러시아 한티만시스크      | 19위                   | 26위                   | 35위                   | 은                     | 동                     | 10위     |
| 2012년 | 독일 루폴딩              | 25위                   | 은                     | 금                     | 5위                    | 4위                    | 6위      |
| 2013년 | 체코 노베메스토          | 33위                   | 43위                   | 25위                   | 금                     | 7위                    | 11위     |
| 2015년 | 핀란드 콘티오라흐티      | 16위                   | 25위                   | 7위                    | 4위                    | 7위                    | 4위      |
| 2016년 | 노르웨이 오슬로 홀멘콜렌 | –                      | –                      | –                      | –                      | –                      | –        |
| 2017년 | 오스트리아 호흐필첸      |                        | 27위                   | 은                     |                        |                        | –        |

## 수상

벨라루스의 돔라체바 기념 우표 일람
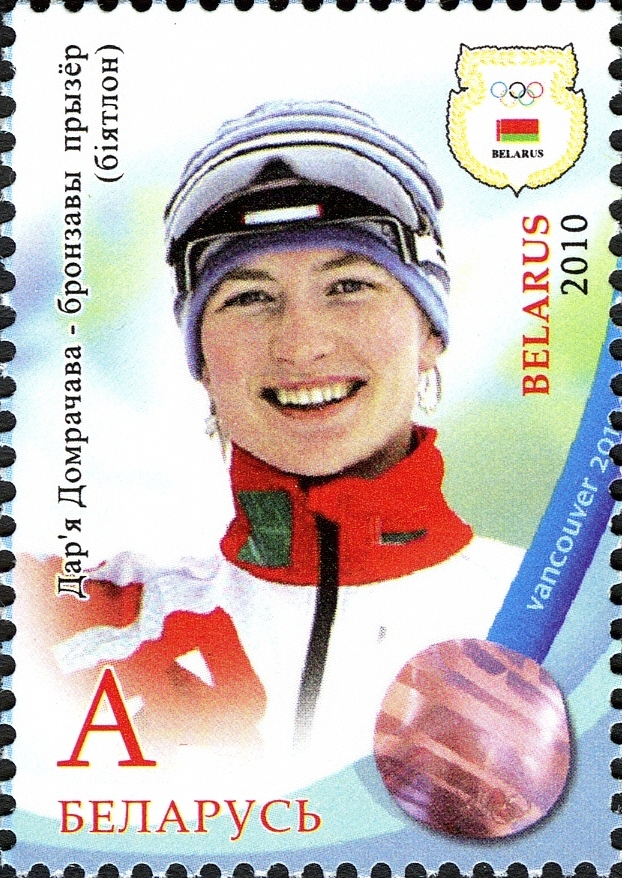
2010년
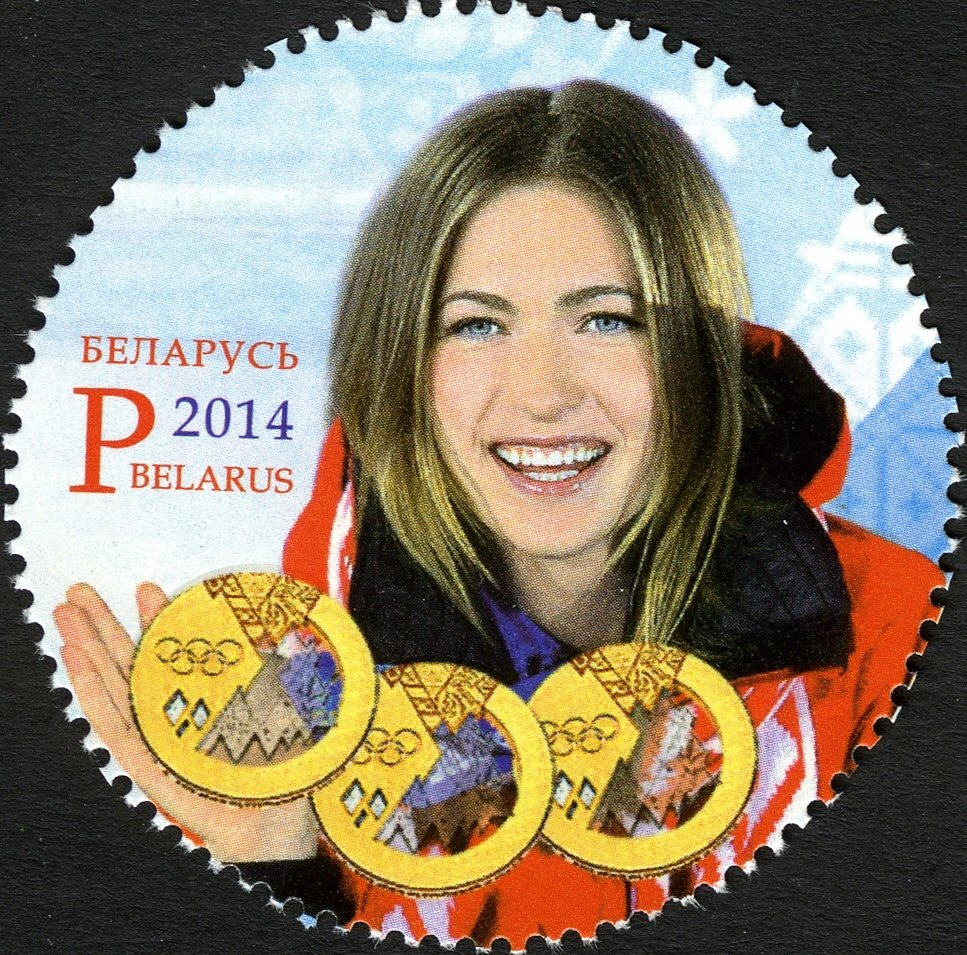
2014년
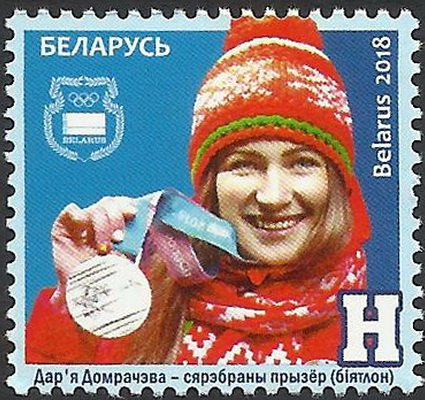
2018년

- 벨라루스 올해의 여성 스포츠 선수(2010년, 2014년)

### 수훈
- 벨라루스 영웅(2014년)
- 개인용기훈장(2018년)
- 조국훈장 3급(2012년)
- 명예 벨라루스 체육 명인(2010년)